# Merthyr Tydfil and Rhymney (circonscription du Parlement britannique)
Pour les articles homonymes, voir Merthyr Tydfil and Rhymney.
Circonscription parlementaire de la 

Chambre des communes
Merthyr Tydfil and Rhymney est une circonscription parlementaire britannique située au pays de Galles.

## Members of Parliament
| Election | Election     | Membres      | Parti  | Portrait |
| -------- | ------------ | ------------ | ------ | -------- |
|          | 1983-2001    | Ted Rowlands | Labour |          |
|          | 2001-2015    | Dai Havard   | Labour |          |
|          | 2015-présent | Gerald Jones | Labour |          |

## Élections

### Élections dans les années 2010
| Élections générales de 2017: Merthyr Tydfil and Rhymney |                    |                   |        |      |       |
| Parti                                                   | Parti              | Candidat          | Votes  | %    | ±     |
|                                                         | Labour             | Gerald Jones      | 22,407 | 66.8 | +12.9 |
|                                                         | Conservateur       | Pauline Jorgensen | 6,073  | 18.1 | +8.0  |
|                                                         | Plaid Cymru        | Amy Kitcher       | 2,740  | 8.2  | -1.3  |
|                                                         | UKIP               | David Rowlands    | 1,484  | 4.4  | -14.2 |
|                                                         | Libéral Démocrates | Bob Griffin       | 841    | 2.5  | -1.6  |
| Majorité                                                | Majorité           | Majorité          | 16,334 | 48.7 | +13.5 |
| Participation                                           | Participation      | Participation     | 33,545 | 60.5 | +7.5  |
|                                                         | Labour hold        | Labour hold       | Swing  | +2.4 |       |

| Élections générales de 2015: Merthyr Tydfil and Rhymney, |                            |                  |        |      |       |
| Parti                                                    | Parti                      | Candidat         | Votes  | %    | ±     |
|                                                          | Labour                     | Gerald Jones     | 17,619 | 53.9 | +10.2 |
|                                                          | UKIP                       | David Rowlands   | 6,106  | 18.7 | +15.9 |
|                                                          | Conservateur               | Bill Rees        | 3,292  | 10.1 | +2.5  |
|                                                          | Plaid Cymru                | Rhayna Mann      | 3,099  | 9.5  | +4.4  |
|                                                          | Libéral Démocrates         | Bob Griffin      | 1,351  | 4.1  | −26.9 |
|                                                          | Green                      | Elspeth Parris   | 603    | 1.8  | N/A   |
|                                                          | Indépendant                | Eddy Blanche     | 459    | 1.4  | N/A   |
|                                                          | Communist Party of Britain | Robert Griffiths | 186    | 0.6  | N/A   |
| Majorité                                                 | Majorité                   | Majorité         | 11,513 | 35.2 | +22.6 |
| Participation                                            | Participation              | Participation    | 32,715 | 53.0 | −5.6  |
|                                                          | Labour hold                | Labour hold      | Swing  | -2.8 |       |

| Élections générales de 2010: Merthyr Tydfil and Rhymney, |                    |                |        |       |       |
| Parti                                                    | Parti              | Candidat       | Votes  | %     | ±     |
|                                                          | Labour             | Dai Havard     | 14,007 | 43.7  | −16.8 |
|                                                          | Libéral Démocrates | Amy Kitcher    | 9,951  | 31.0  | +17.0 |
|                                                          | Conservateur       | Maria Hill     | 2,412  | 7.5   | −1.4  |
|                                                          | Indépendant        | Clive Tovey    | 1,845  | 5.8   | N/A   |
|                                                          | Plaid Cymru        | Glyndwr Jones  | 1,621  | 5.1   | −4.9  |
|                                                          | BNP                | Richard Barnes | 1,173  | 3.7   | N/A   |
|                                                          | UKIP               | Adam Brown     | 872    | 2.7   | +0.4  |
|                                                          | Socialist Labour   | Alan Cowdell   | 195    | 0.6   | −0.3  |
| Majorité                                                 | Majorité           | Majorité       | 4,056  | 12.6  | -33.9 |
| Participation                                            | Participation      | Participation  | 32,076 | 58.6  | +3.2  |
|                                                          | Labour hold        | Labour hold    | Swing  | −16.9 |       |

### Élections dans les années 2000
| Élections générales de 2005: Merthyr Tydfil and Rhymney |                    |               |        |      |      |
| Parti                                                   | Parti              | Candidat      | Votes  | %    | ±    |
|                                                         | Labour             | Dai Havard    | 18,129 | 60.5 | −1.3 |
|                                                         | Libéral Démocrates | Ceirion Rees  | 4,195  | 14.0 | +6.5 |
|                                                         | Plaid Cymru        | Noel Turner   | 2,972  | 9.9  | −4.8 |
|                                                         | Conservateur       | Roger Berry   | 2,680  | 8.9  | +1.7 |
|                                                         | Forward Wales      | Neil Greer    | 1,030  | 3.4  | +3.4 |
|                                                         | UKIP               | Gwyn Parry    | 699    | 2.3  | +2.3 |
|                                                         | Socialist Labour   | Ina Marsden   | 271    | 0.9  | −1.3 |
| Majorité                                                | Majorité           | Majorité      | 13,934 | 46.5 | -0.6 |
| Participation                                           | Participation      | Participation | 29,976 | 54.9 | −2.8 |
|                                                         | Labour hold        | Labour hold   | Swing  | −3.9 |      |

| Élections générales de 2001: Merthyr Tydfil and Rhymney |                    |                 |        |      |       |
| Parti                                                   | Parti              | Candidat        | Votes  | %    | ±     |
|                                                         | Labour             | Dai Havard      | 19,574 | 61.8 | −14.9 |
|                                                         | Plaid Cymru        | Robert Hughes   | 4,651  | 14.7 | +8.7  |
|                                                         | Libéral Démocrates | Keith Rogers    | 2,385  | 7.5  | +0.1  |
|                                                         | Conservateur       | Richard Cuming  | 2,272  | 7.2  | +0.8  |
|                                                         | Indépendant        | Jeffrey Edwards | 1,936  | 6.1  | N/A   |
|                                                         | Socialist Labour   | Ken Evans       | 692    | 2.2  | N/A   |
|                                                         | ProLife Alliance   | Anthony Lewis   | 174    | 0.5  | N/A   |
| Majorité                                                | Majorité           | Majorité        | 14,923 | 47.1 | -22.1 |
| Participation                                           | Participation      | Participation   | 31,684 | 57.7 | −11.6 |
|                                                         | Labour hold        | Labour hold     | Swing  | N/A  |       |

### Élections dans les années 1990
| Élections générales de 1997: Merthyr Tydfil and Rhymney |                    |                  |        |       |      |
| Parti                                                   | Parti              | Candidat         | Votes  | %     | ±    |
|                                                         | Labour             | Ted Rowlands     | 30,012 | 76.7  | +5.1 |
|                                                         | Libéral Démocrates | Duncan Anstey    | 2,926  | 7.5   | -3.8 |
|                                                         | Conservateur       | Jonathan Morgan  | 2,508  | 6.4   | -4.7 |
|                                                         | Plaid Cymru        | Alun Cox         | 2,344  | 6.0   | -0.1 |
|                                                         | Independent        | Alan Cowdell     | 691    | 1.8   | N/A  |
|                                                         | Référendum         | Ronald Hutchings | 660    | 1.7   | N/A  |
| Majorité                                                | Majorité           | Majorité         | 27,086 | 69.2  | +8.9 |
| Participation                                           | Participation      | Participation    | 39,141 | 84.11 | 69.3 |
|                                                         | Labour hold        | Labour hold      | Swing  | -6.5  |      |

| Élections générales de 1992: Merthyr Tydfil and Rhymney, |                    |               |        |      |      |
| Parti                                                    | Parti              | Candidat      | Votes  | %    | ±    |
|                                                          | Labour             | Ted Rowlands  | 31,710 | 71.6 | −3.8 |
|                                                          | Libéral Démocrates | Robyn Rowland | 4,997  | 11.3 | +3.2 |
|                                                          | Conservateur       | Mark Hughes   | 4,904  | 11.1 | −0.8 |
|                                                          | Plaid Cymru        | Alun Cox      | 2,704  | 6.1  | +1.4 |
| Majorité                                                 | Majorité           | Majorité      | 26,713 | 60.3 | −3.2 |
| Participation                                            | Participation      | Participation | 44,315 | 75.8 | −0.3 |
|                                                          | Labour hold        | Labour hold   | Swing  | −3.5 |      |

### Élections dans les années 1980
| Élections générales de 1987: Merthyr Tydfil and Rhymney |               |                  |        |      |       |
| Parti                                                   | Parti         | Candidat         | Votes  | %    | ±     |
|                                                         | Labour        | Ted Rowlands     | 33,477 | 75.3 | +8.0  |
|                                                         | Conservateur  | Nicholas Walters | 5,270  | 11.9 | −0.7  |
|                                                         | Libéral       | Pravat Verma     | 3,573  | 8.0  | −6.7  |
|                                                         | Plaid Cymru   | Janet Davies     | 2,085  | 4.7  | −0.1  |
| Majorité                                                | Majorité      | Majorité         | 28,130 | 63.4 | +10.7 |
| Participation                                           | Participation | Participation    | N/A    | 76.2 | +3.7  |
|                                                         | Labour hold   | Labour hold      | Swing  | N/A  |       |

| Élections générales de 1983: Merthyr Tydfil and Rhymney |                                  |                  |        |      |     |
| Parti                                                   | Parti                            | Candidat         | Votes  | %    | ±   |
|                                                         | Labour                           | Ted Rowlands     | 29,053 | 67.3 | N/A |
|                                                         | Libéral                          | Philip Owen      | 6,323  | 14.7 | N/A |
|                                                         | Conservateur                     | Richard Blausten | 5,449  | 12.6 | N/A |
|                                                         | Plaid Cymru                      | Gerald Howells   | 2,058  | 4.8  | N/A |
|                                                         | Workers Revolutionary            | Royden Gould     | 256    | 0.6  | N/A |
| Majorité                                                | Majorité                         | Majorité         | 22,730 | 52.7 | N/A |
| Participation                                           | Participation                    | Participation    | 43,139 | 72.5 | N/A |
|                                                         | Labour Vainqueur (nouveau siège) |                  |        |      |     |